# 异界锁链
《异界锁链》（台湾旧译）是一款由白金工作室開發，任天堂發行，於2019年8月30日在任天堂Switch平台上推出的動作遊戲。游戏由曾参与《尼尔：机械纪元》设计的田浦贵久担任监督，白金工作室的著名制作人神谷英树负责监制，游戏人物设计由桂正和负责。
游戏于2019年2月正式公布，并於同年8月30日发售。

## 遊戲玩法
玩家操控的角色需要在各章節內指定的場景地圖，與不同的非玩家角色互動，以觸發證據的紀錄或案件進一步的指示，引領玩家到達指定的地方，展開與敵對角色的對戰，或是啟動特殊的解謎遊戲關卡。
對戰方面，玩家隨著劇情推進得到不同以鎖鏈操縱的夥伴角色。夥伴角色在單人操作時只要靠近敵對角色或機關便會自動攻擊，在二人以兩個Joy-Con操作時則需其中一人另行輸入指令操控。玩家自身亦有數款指定武器於輸入指令或走到指定位置後作攻擊輸出，同時間要避開敵人角色有指定規律的攻克，與及不利己方角色的地形。每個夥伴角色和武器都帶有專屬的攻擊距離、準確度、強弱和特殊技能，也有技能樹升級、快速指令裝配和特技欄目裝配等原素，使玩家勝任隨劇情發展提升難度的作戰。劇情後期亦讓玩家透過捉緊快速反應事件的時機，發動傷害倍增的特殊招式和連擊組合，並會有特殊的演出畫面。
每章開初本身提供了四個不同的總體對戰難度供玩家選擇，主要就著敵對角色的耐久力、玩家生命數量和通關得到的獎勵作出調整，大部分都不會影響故事場面的演出。獎勵主要包括直接改良玩家操作，以及可作進一步消費的物品和金錢。每一關的表現在對等或極限的難度中都會得到評分，並在每一主要案件任務，及最後章節總結時轉化為六個等級。分數多少則主要視乎玩家有否完成某些指定動作，以至有限時間完成和保護指定非玩家角色等目標。精進的表現會讓玩家完成名為指示的成就紀錄，從中得到更多額外的獎勵。而除了對戰外，玩家也能透過收集原素，如神秘物品、衣裝配置、夥伴配色、特殊照片與無標明的支線等達到成就。

## 故事

### 情節簡介
玩家在游戏中将扮演特殊警察部队“聶倫”（Neuron）的一员，在人类最后的聚集地“方舟”上与侵袭世界的异界怪兽“奇美拉”（Chimera）展开殊死战斗。而令玩家和隊友可以跟奇美拉匹敵的，就是通过“異界鎖鏈”（Astral Chain）操控奇美拉，以忠於人類姿態重生的神秘生物兵器“雷基恩”（Legion）。

### 主要內容
在首席研究員兼醫師芙蘭達完成最新一次將異界生物「奇美拉」轉化為「雷基恩」的實驗工作後，警察旗下「聶倫」部隊的司令官約瑟夫決定將最新的力量交予隊長馬克斯養育，一對充當轄區警察的孖生兄妹／姊弟——主角和阿其拉。擢升為聶倫部隊成員的二人被帶到總部聆聽司令官的解說，了解到自己生活的地方「方舟」為地球最後的人類居所，其他地方基本上都被異界「阿斯特拉爾界」經「門」散播的奇美拉和結晶物質所污染，並將不少人類紅色轉換為劣變體。而針對方舟亦有被猛烈入侵的趨勢，政府只有倚賴目前五隻以異界鎖鏈操控的雷基恩遏止，並對於一般市民看不見的奇美拉作出隱暪。訓練過後的主角首次到奇美拉破壞的商場地區現場調查時，被強制拉入異界當中對戰。隊長、阿其拉與其他成員趕至協助，卻發現異界環境讓他們力不從心，更壞的是五名雷基恩先後失去控制，最終只有主角能夠以鎖鏈將劍式雷基恩重新綑綁。在大家找到出路的「門」之際，馬克斯隊長決定留守最後阻擋回復奇美拉本性的一眾雷基恩通往方舟，結果直到「門」關上時都沒有隨其他成員回歸，使聶倫部隊眾人，尤其阿其拉的心情十分低落。
同時間，研究所遭受襲擊，導致大量素體雷基恩核心被盜走。主角就此成為唯一仍可操作雷基恩戰鬥的人員，於進一步訓練後被指派調查民居附近疑似由奇美拉引發的幽靈事件。主角在穿越異界的過程中遇上一部謎之無人機，另外更發現阿其拉早前操控的弓式雷基恩回來意圖擄走他。一輪戰鬥後，主角以鎖鏈成功將弓式收復，意外發掘到系統可以單一核心掌控不同形態的雷基恩。任務完成後，約瑟夫與數名方舟計劃的幕後支持者短暫交談，緊接公告已找到攻擊研究所的幕後黑手為自廿年前開始失蹤，曾積極參與奇美拉研究的潔娜博士。眾隊員到中央廣場地區追尋到其蹤跡，並發覺對方原來在研發能夠吸收奇美拉力量，且一般市民能夠清晰看見的新品種生物，被聶倫部隊定義為不明的人工生命體。於一個購物中心追截途中，早前的腕式雷基恩突然再現，並意圖把先前操控的成員吸收到體內，幸而主角及時將之打敗並收服，制止了整個過程。主角之後亦趕上協助與潔娜開戰的阿其拉，期間潔娜以劣變的身體將二人和雷基恩壓制，在追擊主角時更刺穿捨身推開的阿其拉。此時重傷的阿其拉竟然仍保持一定意識，傷口更散發異界物質，而潔娜似乎亦發現到甚麼，決定留下一隻研發中的大型人工生命體作掩護，離開現場。
主角解決仍在初生形態的大型人工生命體後，回到總部一直等待阿其拉的消息。約瑟夫這時早一步與芙蘭達到同時支援治療的研究所，觀望試管中阿其拉奇蹟般的康復情況。約瑟夫其後讓芙蘭達帶主角來探望由試管轉移到病房休養的阿其拉，隨即接到奇美拉疑似在中央廣場地鐵站引發爆炸的消息。拯救若干市民及處理爆炸型的奇美拉後，早前的獸式雷基恩帶同數隻同類奇美拉將主角推至異界中窮追猛打。一輪戰鬥後主角成功收服獸式，謎之無人機亦再度在異界出現，並與主角一同遇到正在異界穿梭的潔娜。對方於被追逐回地鐵站後留下一隻稍為進化的人工生命體，並交予主角一個記憶體，再次警告不要太信任約瑟夫與雷基恩的力量。負責總部通訊的奧莉薇，於作戰完成後認出無人機的聲音是聶倫部隊特許不需到總部報到的技術組成員哈爾，並以一場不太愉快的交流結束任務。
在一切看似恢復和平之時，哈爾以無人機來找主角，並揭示記憶體資料是關於孖生兄妹／姊弟二人特殊體質的來歷，以及圍繞受奇美拉和異界物質污染程度過高，而被政府整個遺棄的第09區。他邀請主角潛入該區探索，結果他們一步步滲入自發領導地區的組織哈密特，並得知該區居民一直倚賴外來醫生帶著的藥物「湛藍進化」保持狀健與抵抗污濁的環境。這人近期突然在第09區失去蹤影，於是主角和哈爾在與哈密特領袖周旋下，幫忙到異界找回這名醫生與最新一次帶來的藥物。找回一切以後，哈密特領袖卻立即變臉，要眾成員以這力量拿下為當今政府服務的主角。豈料眾人服藥不久，反而立刻紅色轉換，變成只可全力剷除的劣變體，讓領袖最後感到迷茫和愧疚。醫生也趁亂逃走，並表示事情不應如此。在主角抵抗突然侵入的異界地形，追上對方的腳步時，醫生卻似乎自殺身亡了。翻查附近影像，主角和哈爾發現實為潔娜於不久前出來說服醫生這樣做和把湛藍進化交給她。追至第09區的封鎖線時，果然能看到進化得更強的人工生命體在與聶倫部隊成員作戰。主角介入並壓制時，一不留神被尚有一息的人工生命體偷襲。正當要被猛擊，一個身穿黑色制服的人忽然出沒，操控更迫近原始型態的紅色雷基恩將之解決。而這個人，正是完全康復的阿其拉。
主角期後因為擅自闖入禁地而需受羈留處分，阿其拉、奧莉薇與被革職後潛逃的哈爾先後為主角未來的去向給予忠告。緊接著，潔娜在商場地區帶著活動範圍更廣泛的人工生命體，造成歷來最大規模的破壞。在阿其拉的斡旋下，約瑟夫讓主角可以一同出擊，戴罪立功。於聶倫部隊全員以不同形式推進下，怪物最終被消滅，但大規模的即場清理與重建亦隨即展開。主角與阿其拉帶著首次出擊的回憶去幫助一眾隊員，最後在自身主力負責的廠區清理時，從奧利薇曉得馬克斯隊長的通訊號在附近出現。阿其拉和主角趕至附近開啟的「門」和異界，卻發現訊號是來自核心重新連結到馬克斯的控制裝置，但終歸已無人操控的斧式雷基恩。主角在阿其拉幫助下將之收服，並在雷基恩遺下的其他警察裝備，知曉養父過往最珍惜的是他們受到啟發，最終成功以轄區警察入伍的美滿時刻。
潔娜在清理完成不久後，再度以犯罪預告表示即將狙擊方舟多個地區，主角眾人奉命出動，卻驚覺人工生命體已達至能使周遭維持異界地形的地步。在主角將重要的一隻打敗，並進一步將養育在異界內的蛋和初生生命體殲滅時，阿其拉卻發現連串行動只為削弱聶倫部隊總部的防衞，劍指潔娜眼中最大的仇人約瑟夫。阿其拉隨即去輔助約瑟夫逃離，同時主角及時擋著潔娜的去路。潔娜與約瑟夫各自嚴肅宣告自己統領人類走向未來的理念，結果不出所料地沒有共識。潔娜於是以早前偷走的素體核心強化自己，在難分高下時再趁亂追上逃到公路上的約瑟夫。潔娜再用湛藍進化強化自己的戰鬥力，甚至被這能力反噬為沒有自由意識的的奇美拉，最終都被主角一一化解。只是在長期使用雷基恩下，主角終於按捺不住異變，霎眼間與雷基恩完全合體，並失控地多次意圖攻擊阿其拉。尚餘一口氣的潔娜以挑釁的話語令主角轉移目標，將其殺死，並在最後說明這就是人類直接倚賴雷基恩的嚴重後果，而他遺憾用盡全力亦無法阻止，並看不透眾人在這陰霾下的未來，就此消散於空氣中。當兄妹／姊弟猶豫之際，約瑟夫忽然命令一批穿黑裝的紅色雷基恩操控者出來打倒主角。主角就在阿其拉難以接受的狀況下，一直墜落到公路天橋底下。
及後主角醒來，發現奧莉薇和哈爾的無人機在等其回復意識，自己亦解除了融合。他們告知主角，奇美拉存在的事實，已在一連串事件後為政府所承認，並被擁有解決辦法的約瑟夫用以鞏固自身權力。約瑟夫以阿其拉帶領的全新「黯鴉」部隊，也就是打倒主角的一行人，取代聶倫部隊，並宣告主角乃叛徒。此舉促使不相信的奧莉薇與哈爾合作轉移大量機密資料，以探究約瑟夫幕後的計劃。後來東窗事發，奧莉薇惟有潛逃，最終在主角當前身處的第09區與哈爾會合，而種種跡象亦暗示哈爾過去和現在都是第09區其中一個自發組織的領袖。未幾，奧莉薇收到芙蘭達的求救訊號，並約定在地區邊緣的水質管理設施會合。主角等人排除監視和奇美拉的特襲後，成功接回宣稱因知道太多雷基恩研發秘密而被追輯的芙蘭達。阿其拉卻原來一直尾隨芙蘭達來到，向重遇的眾人表示會協助他們跟約瑟夫排除誤會。但隔了不久，黯鴉部隊在約瑟夫命令下趕到，並被下令要消滅所有人，過程中更揭示除了阿其拉外的黯鴉成員，原來都是阿其拉的複製體。難以接受的阿其拉在受到本應致命的一擊時，陷入與主角一樣的雷基恩融合形態，保住性命卻禁不住發狂。最終主角憑著意志掌控融合形態與之對抗，成功讓彼此回復冷靜。約瑟夫也從這場戰鬥得到了最關鍵的資料，開始實行其最終計劃。
哈爾隨即策劃主角與阿其拉向研究所進攻。期間劣變的研究員、不同階段的複製體和高級的奇美拉偕讓氣氛更添不安，阿其拉甚至開始質疑自己的真實身份而一度造成內訌。約瑟夫此時終於出來，並在使出五隻紅色雷基恩抑制二人底下，進一步透示早在阿其拉受重傷時發現瀕臨死亡是讓人類和雷基恩同步強化的關鍵。而為方便集合更多有同步條件的雷基恩操控者，他便肆意複製阿其拉，打算憑壓倒性的力量統領所有人類和奇美拉，比透過改造操控奇美拉生態的潔娜更具野心。而在確認主角和阿其拉的潛質能讓人類與雷基恩完美融合後，約瑟夫也進一步研發出強化融合能力的核心。他以之將尚存的阿其拉複製體連帶雷基恩融合其中，再將其壓到自己身上展開目標為全人類的融合。核心力量正要迫向主角時，阿其拉再次捨身擋下並被全面吸收。就此，約瑟夫成為了龐大的融合體「諾亞」，自命為統治方舟以至世界的神。主角不斷逃避致命的攻擊，最終被拉到個體核心中，一直憤勇排斥。在迫至約瑟夫現身出手時，阿其拉和一眾複製體以異界鎖鏈的拘束阻礙，但只能將諾亞收縮至人形狀態。當諾亞再使出致命級數的攻擊，斧式雷基恩突然自我發動並拼死抵抗，主角此時隱約察覺到養父的意識似乎融合了在斧式當中。緊接著，人形諾亞開始創造有利於自己的異界地形，主角與之激戰並使出全部五隻雷基恩的最強同步攻擊以後，阿其拉趁著主體虛弱搶奪了諾亞的主導權，並要求主角將他們一併解決。意會到二人意願的斧式雷基恩這時自我發動，對整件事進行了結。
聶倫部隊最終重新整合，由奧莉薇作為代理司令官。部隊委派雷基恩至所有成員同時，芙蘭達亦將研究所主要方向由捕捉奇美拉作雷基恩，轉為離開方舟探尋可以再發展的地球土地。奇美拉似乎亦因為外來干涉減弱，而減少入侵方舟。哈爾則傳聞回到第09區籌劃著新的行動，但同時政府亦開始正視該區的污染問題，委派聶倫部隊成員處理。至於阿其拉，則以雷基恩同步時遺下的基因資料複製重生，並刪除了令其痛心疾首的複製體事件記憶，亦理所當然地未被告知其真實身份。面對將來，主角期盼著一天仍身處聶倫部隊和操控雷基恩，都可以繼續維繫方舟的和平。

## 外部連結
- 官方网站（日語）